# Otto Hermann
Pour les articles homonymes, voir Hermann.
Otto Hermann, né le 1er décembre 1878 (13 décembre 1878 dans le calendrier grégorien) à Tartu et mort le 17 octobre 1933 à Tallinn, est un compositeur et chef d'orchestre estonien.

## Biographie
Otto Hermann a étudié la musique à Tallinn avec le compositeur estonien Konstantin Türnpu et avec l'organiste de la cathédrale Sainte-Marie de Tallinn Ernst Reinicke. Ensuite, il a suivi la classe d'orgue de Louis Homilius au Conservatoire de Saint-Pétersbourg de 1898 à 1900.
Après ses études, Otto Hermann a travaillé comme organiste et professeur de musique. De 1906 à 1908, il est le premier directeur musical de l'Opéra national estonien de Tallinn ainsi que son chef d'orchestre principal. Il a organisé et dirigé les premiers concerts symphoniques dans la capitale estonienne.
Hermann a également composé des chœurs et des chants solistes ainsi que quelques œuvres pour orchestre. Les plus connues sont la Kevade sümfoonia (« Symphonie de printemps », 1924), cinq poèmes symphoniques, quatre suites pour orchestre ainsi que la musique de scène pour le drame Die Argonauten de Franz Grillparzer. En 1926, Hermann composa l'opéra Ilo, qui ne fut pas représenté.
Otto Hermann est aujourd'hui enterré dans le cimetière de Keila.